# Francesco Pacca
Francesco Pacca (Benevento, 30 gennaio 1692 – Benevento, 14 luglio 1763) è stato un arcivescovo cattolico italiano, arcivescovo di Benevento dal 1752 al 1763.

## Biografia
Dopo aver studiato archeologia e aver aiutato Giovanni De Vita nella compilazione dell'opera Thesaurus antiquitatum beneventanarum (Roma, 1754) conobbe papa Benedetto XIV.
Consacrato a Roma nella chiesa di Sant'Ignazio al 25 marzo 1752, giunse a Benevento il 28 aprile 1752. Fra i suoi lavori si ricordano:
- la costituzione della tesoreria nella Cattedrale Metropolitana della città (distrutta durante la seconda guerra mondiale),
- la creazione della Biblioteca Arcivescovile Pacca (fra le prime in Italia),
- il Monastero delle Orsoline.

Aiutò economicamente le monache Salesiane di San Giorgio del Sannio e le orfane dell'Annunziata di Benevento. Nel 1762 tenne l'ultimo sinodo, morendo dopo poco, il 14 luglio 1763.
L'Arcidiocesi di Benevento ha intitolato in suo nome una nuova biblioteca omonima, ricostruita durante i lavori di ristrutturazione del complesso della Cattedrale in seguito ai bombardamenti alleati subiti dalla città nel 1943 nel corso del secondo conflitto mondiale, presso il Palazzo Arcivescovile.

## Genealogia episcopale
La genealogia episcopale è:
- Cardinale Scipione Rebiba
- Cardinale Giulio Antonio Santori
- Cardinale Girolamo Bernerio, O.P.
- Arcivescovo Galeazzo Sanvitale
- Cardinale Ludovico Ludovisi
- Cardinale Luigi Caetani
- Cardinale Ulderico Carpegna
- Cardinale Paluzzo Paluzzi Altieri degli Albertoni
- Cardinale Gaspare Carpegna
- Cardinale Fabrizio Paolucci
- Cardinale Giorgio Spinola
- Cardinale Thomas Philip Wallrad d'Alsace-Boussut de Chimay
- Cardinale Giuseppe Spinelli
- Arcivescovo Francesco Pacca